# Список Героев Советского Союза (Чернышёв — Чхаидзе)
В настоящем списке представлены в алфавитном порядке все Герои Советского Союза, чьи фамилии начинаются с буквы «Ч» (всего 304 человека, из них трое удостоены звания дважды). Список содержит даты Указов Президиума Верховного Совета СССР о присвоении звания, информацию о роде войск, должности и воинском звании Героев на дату представления к присвоению звания Героя Советского Союза, годах их жизни.
Ударения в фамилиях Героев приведены по книге «Герои Советского Союза: Краткий биографический словарь / Пред. ред. коллегии И. Н. Шкадов. — М.: Воениздат, 1988. — Т. 2 /Любов — Ящук/. — 863 с. — 100 000 экз. — ISBN 5-203-00536-2.».
- Персиковым цветом  в таблице выделены Герои, удостоенные звания дважды и более раз.
- Серым цветом  в таблице выделены Герои, представленные к званию посмертно.

| Навигационная таблица | Навигационная таблица             |
| --------------------- | --------------------------------- |
| «Ч»                   | Чабунин Иван — Чернышёв Александр |
| «Ч»                   | Чернышёв Аркадий — Чхаидзе Сергей |

| № п/п | Фамилия Имя Отчество                                                                      | Дата Указа            | Род войск    | Должность | Звание                                      | Годы жизни              | БС ГС НЛ                        |
| ----- | ----------------------------------------------------------------------------------------- | --------------------- | ------------ | --- | ------------------------------------------- | ----------------------- | ------------------------------- |
| 152   | Чернышёв Аркадий Петрович                                                                 | 22.01.1944            | авиация      | командир эскадрильи 1-го гвардейского минно-торпедного авиационного полка 8-й минно-торпедной авиационной дивизии Балтийского флота | гвардии капитан                             | 25.01.1917 — 26.03.1944 | [ БС 1 ] [ ГС 1 ] [ НЛ 1 ]      |
| 153   | Чернышёв Борис Константинович                                                             | 10.04.1945            | артиллерия   | командир батареи 238-го гвардейского истребительно-противотанкового артиллерийского полка 10-й гвардейской истребительно-противотанковой артиллерийской бригады РГК в составе 5-й гвардейской армии 1-го Украинского фронта                         | гвардии капитан                             | 04.07.1924 — 06.05.1984 | [ БС 1 ] [ ГС 2 ] [ НЛ 2 ]      |
| 154   | Чернышёв Василий Ефимович                                                                 | 01.01.1944            | генерал      | один из организаторов партизанской борьбы в Белоруссии, командир Барановичского партизанского соединения Северной партизанской зоны | генерал-майор                               | 26.08.1908 — 12.11.1969 | [ БС 1 ] [ ГС 3 ] [ НЛ 3 ]      |
| 155   | Чернышёв Михаил Алексеевич                                                                | 26.10.1943            | связисты     | командир отделения 133-го отдельного батальона связи 25-го гвардейского стрелкового корпуса 7-й гвардейской армии Степного фронта | гвардии старший сержант                     | 24.10.1921 — 05.05.2002 | [ БС 2 ] [ ГС 4 ] [ НЛ 4 ]      |
| 156   | Черныше́нко Виктор Семёнович укр. Чернишенко Віктор Семенович                              | 10.03.1944            | танкист      | стрелок-радист танка Т-34 328-го отдельного танкового батальона 118-й отдельной танковой бригады 3-й ударной армии 2-го Прибалтийского фронта | сержант                                     | 25.10.1925 — 02.12.1997 | [ БС 3 ] [ ГС 5 ] [ НЛ 5 ]      |
| 157   | Чернышо́в Алексей Фёдорович                                                                | 18.08.1945            | авиация      | командир эскадрильи 569-го штурмового авиационного полка 199-й штурмовой авиационной дивизии 4-го штурмового авиационного корпуса 4-й воздушной армии 2-го Белорусского фронта                                                                      | старший лейтенант                           | 10.03.1922 — 11.11.1995 | [ БС 3 ] [ ГС 6 ] [ НЛ 6 ]      |
| 158   | Чернышо́в Павел Иванович (Чернышёв Павел Иванович)                                         | 27.02.1945            | кавалерия    | командир сабельного взвода 52-го гвардейского кавалерийского полка 14-й гвардейской кавалерийской дивизии 7-го гвардейского кавалерийского корпуса 1-го Белорусского фронта                                                                         | гвардии лейтенант                           | 11.11.1911 — 23.09.1987 | [ БС 3 ] [ ГС 7 ] [ НЛ 7 ]      |
| 159   | Чернышо́в Сергей Иванович (Чернышёв Сергей Иванович)                                       | 27.02.1945            | артиллерия   | командующий артиллерией 89-й гвардейской стрелковой дивизии 5-й ударной армии 1-го Белорусского фронта | гвардии подполковник                        | 28.12.1908 — 29.04.1969 | [ БС 3 ] [ ГС 8 ] [ НЛ 8 ]      |
| 160   | Черня́вский Василий Ефимович                                                               | 13.11.1943            | пехота       | стрелок роты автоматчиков 931-го стрелкового полка 240-й стрелковой дивизии 51-го стрелкового корпуса 38-й армии Воронежского фронта | красноармеец                                | 07.09.1922 — 10.10.1996 | [ БС 3 ] [ ГС 9 ] [ НЛ 9 ]      |
| 161   | Черня́ев Алексей Ильич                                                                     | 19.03.1944            | пехота       | автоматчик отдельной учебно-стрелковой роты 333-й стрелковой дивизии 12-й армии Юго-Западного фронта | красноармеец                                | 26.01.1925 — 09.10.1993 | [ БС 3 ] [ ГС 10 ] [ НЛ 10 ]    |
| 162   | Черня́ев Виктор Васильевич                                                                 | 21.07.1944            | пехота       | командир отделения 363-го стрелкового полка 114-й стрелковой дивизии 7-й армии Карельского фронта | старший сержант                             | 28.10.1914 — 15.07.1944 | [ БС 3 ] [ ГС 11 ] [ НЛ 11 ]    |
| 163   | Черня́ев Иван Фёдорович                                                                    | 22.02.1944            | инженер      | командир отделения 70-го отдельного штурмового инженерно-сапёрного батальона 14-й штурмовой инженерно-сапёрной бригады РГК в составе 5-й гвардейской армии Степного фронта                                                                          | младший сержант                             | 28.08.1904 — 19.09.1984 | [ БС 4 ] [ ГС 12 ] [ НЛ 12 ]    |
| 164   | Черня́ев Пётр Андреевич                                                                    | 16.10.1943            | пехота       | помощник командира взвода 229-го стрелкового полка 8-й стрелковой дивизии 13-я армия Центрального фронта | старший сержант                             | 16.02.1924 — 11.01.2010 | [ БС 5 ] [ ГС 13 ] [ НЛ 13 ]    |
| 165   | Черня́к Афанасий Григорьевич                                                               | 22.08.1944            | артиллерия   | орудийный номер 220-го гвардейского истребительно-противотанкового артиллерийского полка РГК в составе 48-й армии 1-го Белорусского фронта | гвардии сержант                             | 15.09.1899 — 25.10.1972 | [ БС 5 ] [ ГС 14 ] [ НЛ 14 ]    |
| 166   | Черня́к Степан Иванович бел. Чарняк Сцяпан Іванавіч                                        | 07.04.1940            | генерал      | командир 136-й стрелковой дивизии 13-й армии Северо-Западного фронта | комдив                                      | 16.12.1899 — 21.07.1976 | ——                              |
| 167   | Черняхо́вский Иван Данилович укр. Черняховський Іван Данилович                             | 17.10.1943 29.07.1944 | генерал      | командующий 60-й армией Воронежского фронта командующий войсками 3-го Белорусского фронта | генерал-лейтенант генерал армии             | 29.06.1906 — 18.02.1945 | [ БС 5 ] [ ГС 16 ] [ НЛ 15 ]    |
| 168   | Черокма́нов Филипп Михайлович                                                              | 30.10.1943            | генерал      | командир 27-го стрелкового корпуса 65-й армии Центрального фронта | генерал-майор                               | 16.11.1899 — 08.06.1978 | [ БС 5 ] [ ГС 17 ] [ НЛ 16 ]    |
| 169   | Чертенко́в Иван Матвеевич                                                                  | 18.05.1943            | пехота       | стрелок 78-го гвардейского стрелкового полка 25-й гвардейской стрелковой дивизии 6-й армии Юго-Западного фронта | гвардии красноармеец                        | 1912 — 05.03.1943       | [ БС 5 ] [ ГС 18 ] [ НЛ 17 ]    |
| 170   | Черто́в Анатолий Агеевич                                                                   | 23.10.1943            | пехота       | разведчик взвода пешей разведки 955-го стрелкового полка 309-й стрелковой дивизии 40-й армии Воронежского фронта | красноармеец                                | 14.01.1920 — 1944       | [ БС 6 ] [ ГС 19 ] [ НЛ 18 ]    |
| 171   | Черцо́в Андрей Ефимович                                                                    | 31.05.1944            | морской флот | командир звена торпедных катеров 3-го дивизиона торпедных катеров 1-й бригады торпедных катеров Черноморского флота | старший лейтенант                           | 04.06.1917 — 21.09.2016 | [ БС 7 ] [ ГС 20 ] [ НЛ 19 ]    |
| 172   | Черя́бкин Пётр Лаврентьевич                                                                | 16.05.1944            | пехота       | командир взвода 13-го гвардейского стрелкового полка 3-й гвардейской стрелковой дивизии 2-й гвардейской армии 4-го Украинского фронта | гвардии младший лейтенант                   | 17.12.1917 — 08.04.1944 | [ БС 7 ] [ ГС 21 ] [ НЛ 20 ]    |
| 173   | Черя́пкин Иосиф Григорьевич                                                                | 06.04.1945            | танкист      | командир 50-й гвардейской танковой бригады 9-го гвардейского танкового корпуса 2-й гвардейской танковой армии 1-го Белорусского фронта | гвардии полковник                           | 12.11.1905 — 06.12.1995 | [ БС 7 ] [ ГС 22 ] [ НЛ 21 ]    |
| 174   | Чеса́к Григорий Сергеевич укр. Чесак Григорій Сергійович                                   | 24.05.1944            | танкист      | командир танка Т-34 61-й гвардейской танковой бригады 10-го гвардейского добровольческого танкового корпуса 4-й танковой армии 1-го Украинского фронта                                                                                              | гвардии лейтенант                           | 01.01.1922 — 11.09.1987 | [ БС 7 ] [ ГС 23 ] [ НЛ 22 ]    |
| 175   | Чесноко́в Егор Александрович                                                               | 22.02.1944            | пехота       | разведчик 106-й отдельной разведывательной роты 110-й гвардейской стрелковой дивизии 37-й армии Степного фронта | гвардии красноармеец                        | 19.04.1915 — 10.10.1976 | [ БС 7 ] [ ГС 24 ] [ НЛ 23 ]    |
| 176   | Чесноко́в Леонид Иванович                                                                  | 24.03.1945            | авиация      | командир эскадрильи 207-го отдельного корректировочно-разведывательного авиационного полка 5-й воздушной армии 2-го Украинского фронта | капитан                                     | 26.03.1920 — 28.07.1999 | [ БС 7 ] [ ГС 25 ] [ НЛ 24 ]    |
| 177   | Чесноко́в Николай Фёдорович                                                                | 15.05.1946            | артиллерия   | командир орудия 260-го гвардейского пушечного артиллерийского полка 17-й гвардейской пушечной артиллерийской бригады 5-й гвардейской артиллерийской дивизии прорыва РГК в составе 53-й армии 2-го Украинского фронта                                | гвардии сержант                             | 19.12.1919 — 21.03.1982 | [ БС 7 ] [ ГС 26 ] [ НЛ 25 ]    |
| 178   | Чесноко́в Фёдор Сергеевич                                                                  | 24.05.1943            | авиация      | командир звена 367-го бомбардировочного авиационного полка 132-й бомбардировочной авиационной дивизии 4-й воздушной армии Северо-Кавказского фронта                                                                                                 | младший лейтенант                           | 28.04.1922 — 07.07.2004 | [ БС 8 ] [ ГС 27 ] [ НЛ 26 ]    |
| 179   | Четвёрткин Алексей Егорович                                                               | 22.02.1944            | пехота       | командир роты 933-го стрелкового полка 254-й стрелковой дивизии 73-го стрелкового корпуса 52-й армии 2-го Украинского фронта | младший лейтенант                           | 13.03.1916 — 11.05.1969 | [ БС 9 ] [ ГС 28 ] [ НЛ 27 ]    |
| 180   | Четвертно́й Михаил Алексеевич                                                              | 23.09.1944            | танкист      | командир роты танков М3 136-го танкового полка 8-й гвардейской кавалерийской дивизии 2-го гвардейского кавалерийского корпуса 13-й армии 1-го Украинского фронта                                                                                    | лейтенант                                   | 18.12.1911 — 23.03.1944 | [ БС 9 ] [ ГС 29 ] [ НЛ 28 ]    |
| 181   | Чето́нов Алексей Семёнович                                                                 | 27.02.1945            | кавалерия    | помощник командира взвода противотанковых ружей 56-го гвардейского кавалерийского полка 14-й гвардейской кавалерийской дивизии 7-го гвардейского кавалерийского корпуса 1-го Белорусского фронта                                                    | гвардии старший сержант                     | 1916 — 30.01.1945       | [ БС 9 ] [ ГС 30 ] [ НЛ 29 ]    |
| 182   | Чех Григорий Андронович                                                                   | 28.04.1945            | артиллерия   | командир 315-го гвардейского истребительно-противотанкового артиллерийского полка 27-й армии 3-го Украинского фронта | гвардии полковник                           | 06.11.1907 — 18.03.1978 | [ БС 9 ] [ ГС 31 ] [ НЛ 30 ]    |
| 183   | Чехло́в Геннадий Фёдорович                                                                 | 10.04.1945            | танкист      | стрелок-радист танка Т-34 12-й гвардейской танковой бригады 4-го гвардейского танкового корпуса 5-й гвардейской армии 1-го Украинского фронта | гвардии старший сержант                     | 13.03.1923 — 26.04.1996 | [ БС 9 ] [ ГС 32 ] [ НЛ 31 ]    |
| 184   | Че́хов Иван Митрофанович                                                                   | 22.02.1944            | связисты     | начальник радиостанции роты связи 958-го стрелкового полка 299-й стрелковой дивизии 53-й армии Степного фронта | ефрейтор                                    | 13.06.1920 — 18.07.1968 | [ БС 10 ] [ ГС 33 ] [ НЛ 32 ]   |
| 185   | Чечелашви́ли Отари Григорьевич груз. ჩეჩელაშვილი ოთარ                                      | 27.06.1945            | авиация      | командир эскадрильи 141-го гвардейского штурмового авиационного полка 9-й гвардейской штурмовой авиационной дивизии 1-го гвардейского штурмового авиационного корпуса 2-й воздушной армии 1-го Украинского фронта                                   | гвардии капитан                             | 24.12.1923 — 08.07.1959 | [ БС 11 ] [ ГС 34 ] [ НЛ 33 ]   |
| 186   | Че́ченев Михаил Семёнович                                                                  | 15.05.1946            | авиация      | командир эскадрильи 451-го штурмового авиационного полка 264-й штурмовой авиационной дивизии 5-го штурмового авиационного корпуса 5-й воздушной армии 2-го Украинского фронта                                                                       | капитан                                     | 28.11.1920 — 01.08.1993 | [ БС 11 ] [ ГС 35 ] [ НЛ 34 ]   |
| 187   | Чечетко́ Николай Карпович (Чечётко Николай Карпович)                                       | 13.09.1944            | танкист      | командир танковой роты 109-й танковой бригады 16-го танкового корпуса 2-й танковой армии 2-го Украинского фронта | старший лейтенант                           | 15.11.1916 — 23.07.1952 | [ БС 11 ] [ ГС 36 ] [ НЛ 35 ]   |
| 188   | Че́чнева Марина Павловна                                                                   | 15.05.1946            | авиация      | командир эскадрильи 46-го гвардейского ночного бомбардировочного авиационного полка 325-й ночной бомбардировочной авиационной дивизии 4-й воздушной армии 2-го Белорусского фронта                                                                  | гвардии капитан                             | 15.08.1922 — 12.01.1984 | [ БС 11 ] [ ГС 37 ] [ НЛ 36 ]   |
| 189   | Чечу́лин Владимир Ильич                                                                    | 26.04.1971            | авиация      | лётчик-испытатель Московского машиностроительного завода «Знамя труда» | —                                           | 09.03.1937 — 22.08.1983 | ——                              |
| 190   | Чечу́лин Иван Павлович                                                                     | 24.03.1945            | танкист      | командир взвода лёгких бронемашин отдельной разведывательной роты 9-й гвардейской механизированной бригады 3-го гвардейского механизированного корпуса 1-го Прибалтийского фронта                                                                   | гвардии техник-лейтенант                    | 19.09.1918 — 02.02.1945 | [ БС 11 ] [ ГС 39 ] [ НЛ 37 ]   |
| 191   | Чечу́лин Николай Васильевич                                                                | 13.09.1944            | пехота       | командир отделения 105-го гвардейского стрелкового полка 34-й гвардейской стрелковой дивизии 46-й армии 3-го Украинского фронта | гвардии сержант                             | 10.01.1922 — 10.05.1968 | [ БС 12 ] [ ГС 40 ] [ НЛ 38 ]   |
| 192   | Чеща́рин Иван Васильевич                                                                   | 24.03.1945            | инженер      | командир отделения взвода инженерной разведки 665-го отдельного сапёрного батальона 385-й стрелковой дивизии 50-й армии 2-го Белорусского фронта | сержант                                     | 07.07.1924 — 30.04.2000 | [ БС 13 ] [ ГС 41 ] [ НЛ 39 ]   |
| 193   | Чи́бисов Конон Николаевич                                                                  | 27.02.1945            | пехота       | командир роты 605-го стрелкового полка 132-й стрелковой дивизии 47-й армии 1-го Белорусского фронта | гвардии старший лейтенант                   | 01.09.1917 — 01.01.1996 | [ БС 13 ] [ ГС 42 ] [ НЛ 40 ]   |
| 194   | Чи́бисов Никандр Евлампиевич                                                               | 29.10.1943            | генерал      | командующий 38-й армией 1-го Украинского фронта | генерал-лейтенант                           | 05.11.1892 — 20.09.1959 | [ БС 13 ] [ ГС 43 ] [ НЛ 41 ]   |
| 195   | Чи́бисов Юрий Васильевич                                                                   | 26.10.1944            | авиация      | заместитель командира и штурман эскадрильи 15-го гвардейского штурмового авиационного полка 277-й штурмовой авиационной дивизии 13-й воздушной армии Ленинградского фронта                                                                          | гвардии старший лейтенант                   | 11.12.1921 — 25.12.1988 | [ БС 13 ] [ ГС 44 ] [ НЛ 42 ]   |
| 196   | Чигада́ев Пётр Васильевич                                                                  | 24.03.1945            | артиллерия   | командир самоходной артиллерийской установки СУ-76 6-й самоходной артиллерийской бригады 6-й танковой армии 2-го Украинского фронта | младший сержант                             | 21.05.1923 — 26.02.1982 | [ БС 13 ] [ ГС 45 ] [ НЛ 43 ]   |
| 197   | Чи́гин Леонид Сергеевич                                                                    | 04.06.1944            | танкист      | командир 113-й танковой бригады 15-го танкового корпуса 3-й танковой армии Брянского фронта | гвардии полковник                           | 11.08.1909 — 19.07.1943 | [ БС 13 ] [ ГС 46 ] [ НЛ 44 ]   |
| 198   | Чигла́дзе Серго Гедеванович (Чихладзе Серго Гедеванович) груз. ჭიღლაძე სერგო               | 23.07.1944            | пехота       | наводчик ручного пулемёта 889-го стрелкового полка 197-й стрелковой дивизии 48-й армии Белорусского фронта | младший сержант                             | 12.03.1920 — 01.02.1944 | [ БС 14 ] [ ГС 47 ] [ НЛ 45 ]   |
| 199   | Чи́грин Григорий Матвеевич                                                                 | 27.06.1945            | артиллерия   | командир батареи 530-го армейского истребительно-противотанкового артиллерийского полка 28-й армии 1-го Украинского фронта | капитан                                     | 21.01.1916 — 17.12.1960 | [ БС 13 ] [ ГС 48 ] [ НЛ 46 ]   |
| 200   | Чиженко́в Николай Николаевич                                                               | 10.04.1945            | артиллерия   | наводчик орудия 233-го гвардейского артиллерийского полка 95-й гвардейской стрелковой дивизии 5-й гвардейской армии 1-го Украинского фронта | гвардии сержант                             | 02.02.1921 — 03.09.2004 | [ БС 15 ] [ ГС 49 ] [ НЛ 47 ]   |
| 201   | Чи́жиков Филипп Васильевич                                                                 | 22.02.1944            | пехота       | командир отделения 81-го гвардейского стрелкового полка 25-й гвардейской стрелковой дивизии 6-й армии Юго-Западного фронта | гвардии сержант                             | 01.09.1923 — 22.11.2008 | [ БС 16 ] [ ГС 50 ] [ НЛ 48 ]   |
| 202   | Чижо́в Василий Пахомович                                                                   | 15.01.1944            | связисты     | командир телефонно-кабельного взвода 652-й отдельной роты связи 106-й стрелковой дивизии 65-й армии Центрального фронта | лейтенант                                   | 15.01.1922 — 04.02.1997 | [ БС 16 ] [ ГС 51 ] [ НЛ 49 ]   |
| 203   | Чижо́в Сергей Михайлович                                                                   | 19.03.1944            | пехота       | стрелок 78-го гвардейского стрелкового полка 25-й гвардейской стрелковой дивизии 6-й армии Юго-Западного фронта | гвардии красноармеец                        | 20.09.1912 — 07.02.1977 | [ БС 16 ] [ ГС 52 ] [ НЛ 50 ]   |
| 204   | Чи́кин Алексей Яковлевич                                                                   | 15.01.1944            | инженер      | сапёр сапёрного взвода 37-го гвардейского стрелкового полка 12-й гвардейской стрелковой дивизии 61-й армии Центрального фронта | гвардии красноармеец                        | 25.02.1906 — 04.10.1943 | [ БС 16 ] [ ГС 53 ] [ НЛ 51 ]   |
| 205   | Чикова́ни Вахтанг Владимирович груз. ჩიქოვანი ვახტანგ                                      | 13.09.1944            | пехота       | начальник химической службы 861-го стрелкового полка 294-й стрелковой дивизии 52-й армии 2-го Украинского фронта | старший лейтенант                           | 02.08.1919 — 01.03.1944 | [ БС 16 ] [ ГС 54 ] [ НЛ 52 ]   |
| 206   | Чику́ров Николай Васильевич                                                                | 29.10.1943            | пехота       | командир отделения 86-го стрелкового полка 180-й стрелковой дивизии 38-й армии Воронежского фронта | сержант                                     | 16.05.1908 — 07.11.1971 | [ БС 16 ] [ ГС 55 ] [ НЛ 53 ]   |
| 207   | Чилача́ва Шалва Ильич груз. ჩილაჩავა შალვა                                                 | 23.08.1944            | пехота       | командир роты 371-го стрелкового полка 130-й стрелковой дивизии 28-й армии 1-го Белорусского фронта | капитан                                     | 20.05.1911 — 13.11.1988 | [ БС 16 ] [ ГС 56 ] [ НЛ 54 ]   |
| 208   | Чили́кин Иван Петрович                                                                     | 19.04.1945            | пехота       | старшина и парторг роты 995-го стрелкового полка 263-й стрелковой дивизии 43-й армии 3-го Белорусского фронта | старшина                                    | 15.01.1914 — 27.05.1985 | [ БС 17 ] [ ГС 57 ] [ НЛ 55 ]   |
| 209   | Чилинга́ров Артур Николаевич арм. Չիլինգարով Արթուր                                        | 14.02.1986            | учёные       | начальник спасательной экспедиции на ледоколе «Владивосток» по высвобождению в условиях полярной зимы научно-исследовательского судна «Михаил Сомов» из льдов Антарктики                                                                            | —                                           | 25.09.1939 — 01.06.2024 | ——                              |
| 210   | Чилингаря́н Сарибек Согомонович арм. Չիլինգարյան Սարիբեկ                                   | 31.05.1945            | пехота       | стрелок 66-го гвардейского стрелкового полка 23-й гвардейской стрелковой дивизии 3-й ударной армии 1-го Белорусского фронта | гвардии красноармеец                        | 19.01.1925 — 19.02.1996 | [ БС 18 ] [ ГС 59 ] [ НЛ 56 ]   |
| 211   | Чи́нин Николай Степанович                                                                  | 13.11.1943            | инженер      | сапёр 368-го отдельного сапёрного батальона 240-й стрелковой дивизии 38-й армии Воронежского фронта | ефрейтор                                    | 25.09.1922 — 19.01.1980 | [ БС 18 ] [ ГС 60 ] [ НЛ 57 ]   |
| 212   | Чинко́в Анатолий Фёдорович                                                                 | 22.07.1944            | пехота       | командир роты автоматчиков 234-го стрелкового полка 179-й стрелковой дивизии 43-й армии 1-го Прибалтийского фронта | капитан                                     | 19.10.1921 — 16.02.2006 | [ БС 18 ] [ ГС 61 ] [ НЛ 58 ]   |
| 213   | Чи́пишев Василий Иванович (Чипышев Василий Иванович)                                       | 26.10.1943            | артиллерия   | наводчик орудия 233-го гвардейского стрелкового полка 81-й гвардейской стрелковой дивизии 7-й гвардейской армии Степного фронта | гвардии красноармеец                        | 30.06.1918 — 10.10.1943 | [ БС 18 ] [ ГС 62 ] [ НЛ 59 ]   |
| 214   | Чи́рка Николай Спиридонович укр. Чирка Микола Спиридонович                                 | 13.09.1944            | инженер      | сапёр 933-го стрелкового полка 254-й стрелковой дивизии 52-й армии 2-го Украинского фронта | красноармеец                                | 15.07.1907 — 19.10.1995 | [ БС 19 ] [ ГС 63 ] [ НЛ 60 ]   |
| 215   | Чи́ркин Павел Иванович                                                                     | 17.04.1943            | танкист      | командир танка Т-34 243-го отдельного танкового полка 3-й гвардейской армии Юго-Западного фронта | лейтенант                                   | 1914 — 02.02.1943       | [ БС 20 ] [ ГС 64 ] [ НЛ 61 ]   |
| 216   | Чирко́в Александр Афанасьевич                                                              | 15.01.1944            | пехота       | пулемётчик 218-го гвардейского стрелкового полка 77-й гвардейской стрелковой дивизии 61-й армии Центрального фронта | гвардии младший сержант                     | 15.08.1925 — 16.07.1944 | [ БС 20 ] [ ГС 65 ] [ НЛ 62 ]   |
| 217   | Чирко́в Андрей Васильевич                                                                  | 04.02.1944            | авиация      | помощник по воздушно-стрелковой службе командира 29-го гвардейского истребительного авиационного полка 275-й истребительной авиационной дивизии 13-й воздушной армии Ленинградского фронта                                                          | гвардии майор                               | 10.10.1917 — 10.09.1956 | [ БС 20 ] [ ГС 66 ] [ НЛ 63 ]   |
| 218   | Чирко́в Михаил Алексеевич                                                                  | 17.10.1943            | связисты     | связист взвода управления 167-го гвардейского лёгкого артиллерийского полка 3-й гвардейской лёгкой артиллерийской бригады 1-й гвардейской артиллерийской дивизии прорыва РГК в составе 60-й армии Центрального фронта                               | гвардии красноармеец                        | 1897 — 03.02.1945       | [ БС 20 ] [ ГС 67 ] [ НЛ 64 ]   |
| 219   | Чирко́в Семён Николаевич                                                                   | 27.02.1945            | инженер      | командир отделения 104-го гвардейского отдельного сапёрного батальона 89-й гвардейской стрелковой дивизии 5-й ударной армии 1-го Белорусского фронта                                                                                                | гвардии сержант                             | 22.02.1918 — 17.08.1995 | [ БС 20 ] [ ГС 68 ] [ НЛ 65 ]   |
| 220   | Чирко́в Фёдор Тихонович                                                                    | 19.04.1945            | артиллерия   | наводчик орудия 295-го отдельного истребительно-противотанкового дивизиона 126-й стрелковой дивизии 43-й армии 3-го Белорусского фронта | красноармеец                                | 11.06.1925 — 21.06.1979 | [ БС 20 ] [ ГС 69 ] [ НЛ 66 ]   |
| 221   | Число́в Александр Михайлович                                                               | 24.08.1943            | авиация      | командир эскадрильи 63-го гвардейского истребительного авиационного полка 3-й гвардейской истребительной авиационной дивизии 1-го гвардейского истребительного авиационного корпуса 15-й воздушной армии Брянского фронта                           | гвардии капитан                             | 14.03.1915 — 24.08.2009 | [ БС 20 ] [ ГС 70 ] [ НЛ 67 ]   |
| 222   | Чисто́в Борис Петрович                                                                     | 25.03.1943            | авиация      | лётчик 749-го авиационного полка 24-й авиационной дивизии Авиации дальнего действия | старший лейтенант                           | 14.08.1921 — 21.06.1978 | [ БС 21 ] [ ГС 71 ] [ НЛ 68 ]   |
| 223   | Чисто́в Иван Акимович                                                                      | 17.10.1943            | пехота       | командир пулемётного расчёта 383-го стрелкового полка 121-й стрелковой дивизии 60-й армии Центрального фронта | сержант                                     | 26.11.1910 — 16.05.1976 | [ БС 22 ] [ ГС 72 ] [ НЛ 69 ]   |
| 224   | Чисто́в Константин Александрович                                                           | 15.05.1946            | связисты     | линейный надсмотрщик телеграфно-кабельной роты 128-го отдельного гвардейского батальона связи 18-го гвардейского стрелкового корпуса 7-й гвардейской армии 2-го Украинского фронта                                                                  | гвардии красноармеец                        | 11.02.1922 — 11.02.1945 | [ БС 22 ] [ ГС 73 ] [ НЛ 70 ]   |
| 225   | Чисто́в Николай Александрович                                                              | 29.10.1943            | пехота       | разведчик 346-й отдельной разведывательной роты 253-й стрелковой дивизии 40-й армии Воронежского фронта | старшина                                    | 09.05.1909 — 24.05.1989 | [ БС 22 ] [ ГС 74 ] [ НЛ 71 ]   |
| 226   | Чистяко́в Александр Фёдорович                                                              | 10.01.1944            | пехота       | командир взвода автоматчиков мотострелково-пулемётного батальона 91-й танковой бригады 3-й гвардейской танковой армии 1-го Украинского фронта | старший сержант                             | 26.08.1916 — 13.01.1944 | [ БС 22 ] [ ГС 75 ] [ НЛ 72 ]   |
| 227   | Чистяко́в Василий Михайлович                                                               | 20.06.1942            | авиация      | штурман отряда 1-го тяжёлого бомбардировочного авиационного полка 23-й авиационной дивизии Дальнебомбардировочной авиации | капитан                                     | 10.02.1908 — 29.11.1984 | [ БС 22 ] [ ГС 76 ] [ НЛ 73 ]   |
| 228   | Чистяко́в Василий Михайлович                                                               | 23.09.1944            | пехота       | командир взвода 1176-го стрелкового полка 350-й стрелковой дивизии 13-й армии 1-го Украинского фронта | младший лейтенант                           | 1919 — 08.08.1944       | [ БС 22 ] [ ГС 77 ] [ НЛ 74 ]   |
| 229   | Чистяко́в Виктор Феофанович                                                                | 29.08.1939            | авиация      | командир эскадрильи и помощник командира 22-го истребительного авиационного полка истребительной авиационной бригады 1-й армейской группы | старший лейтенант                           | 10.11.1906 — 23.04.1959 | ——                              |
| 230   | Чистяко́в Евгений Михайлович                                                               | 20.11.1941            | авиация      | заместитель командира эскадрильи 92-го истребительного авиационного полка 44-й истребительной авиационной дивизии 6-й армии Юго-Западного фронта | младший лейтенант                           | 12.02.1920 — 25.03.1960 | [ БС 22 ] [ ГС 79 ] [ НЛ 75 ]   |
| 231   | Чистяко́в Иван Михайлович                                                                  | 22.07.1944            | генерал      | командующий 6-й гвардейской армией 1-го Прибалтийского фронта | генерал-полковник                           | 27.09.1900 — 07.03.1979 | [ БС 23 ] [ ГС 80 ] [ НЛ 76 ]   |
| 232   | Чистяко́в Максим Андреевич                                                                 | 17.10.1943            | артиллерия   | командир орудия 167-го гвардейского лёгкого артиллерийского полка 3-й гвардейской лёгкой артиллерийской бригады 1-й гвардейской артиллерийской дивизии прорыва РГК в составе 60-й армии Центрального фронта                                         | гвардии сержант                             | 08.05.1909 — 19.12.1992 | [ БС 14 ] [ ГС 81 ] [ НЛ 77 ]   |
| 233   | Чистяко́в Михаил Васильевич                                                                | 21.03.1940            | танкист      | командир танка 1-й лёгкой танковой бригады 7-й армии Северо-Западного фронта | младший комвзвод                            | 11.11.1915 — 22.09.1964 | [ БС 14 ] [ ГС 82 ] [ НЛ 78 ]   |
| 234   | Чита́лин Михаил Иванович                                                                   | 17.10.1943            | комиссар     | заместитель по политической части командирабатальона 989-го стрелкового полка 226-й стрелковой дивизии 60-й армии Центрального фронта | старший лейтенант                           | 23.07.1911 — 25.03.1980 | [ БС 14 ] [ ГС 83 ] [ НЛ 79 ]   |
| 235   | Чи́харев Николай Васильевич                                                                | 22.02.1944            | инженер      | командир отделения 148-го батальона инженерных заграждений 27-й отдельной инженерной бригады специального назначения Степного фронта | сержант                                     | 09.05.1910 — 10.10.1986 | [ БС 14 ] [ ГС 84 ] [ НЛ 80 ]   |
| 236   | Чичика́ло Николай Васильевич укр. Чичикало Микола Васильович                               | 29.06.1945            | артиллерия   | командир орудия 404-го отдельного истребительно-противотанкового артиллерийского дивизиона 391-й стрелковой дивизии 93-го стрелкового корпуса 3-й ударной армии 2-го Прибалтийского фронта                                                          | старший сержант                             | 05.01.1921 — 12.04.1984 | [ БС 14 ] [ ГС 85 ] [ НЛ 81 ]   |
| 237   | Чичка́н Фёдор Иванович укр. Чичкан Федір Іванович                                          | 16.10.1943            | артиллерия   | командир 821-го артиллерийского полка 74-й стрелковой дивизии 13-й армии Центрального фронта | майор                                       | 13.10.1918 — 29.09.1956 | [ БС 24 ] [ ГС 86 ] [ НЛ 82 ]   |
| 238   | Чия́нев Пётр Александрович                                                                 | 24.03.1945            | артиллерия   | командир орудия 823-го артиллерийского полка 301-й стрелковой дивизии 5-й ударной армии 1-го Белорусского фронта | старшина                                    | 22.05.1919 — 06.09.1996 | [ БС 25 ] [ ГС 87 ] [ НЛ 83 ]   |
| 239   | Чка́лов Валерий Павлович                                                                   | 24.07.1936            | авиация      | лётчик-испытатель авиационного завода № 39 им. В. Р. Менжинского, командир экипажа АНТ-25 | комбриг                                     | 02.02.1904 — 15.12.1938 | ——                              |
| 240   | Чму́ров Игорь Владимирович                                                                 | 26.05.1986            | десантники   | пулемётчик 345-го отдельного гвардейского парашютно-десантного полка Ограниченного контингента советских войск в Афганистане | гвардии рядовой                             | род. 25.04.1966         | ——                              |
| 241   | Чмыре́нко Николай Романович (Чмеренко Николай Романович) укр. Чмиренко Микола Романович    | 01.11.1943            | пехота       | помощник командира взвода 496-й отдельной разведывательной роты 236-й стрелковой дивизии 46-й армии Степного фронта | старший сержант                             | 1917 — 20.11.1943       | [ БС 25 ] [ ГС 90 ] [ НЛ 84 ]   |
| 242   | Чоло́вский Константин Захарович укр. Чоловський Костянтин Захарович                        | 30.10.1943            | пехота       | командир 261-й отдельной армейской штрафной роты 65-й армии Центрального фронта | капитан                                     | 04.06.1915 — 30.12.1981 | [ БС 25 ] [ ГС 91 ] [ НЛ 85 ]   |
| 243   | Чорте́ков Анварбек кирг. Чортеков Анварбек                                                 | 10.01.1944            | пехота       | помощник командира взвода 1129-го стрелкового полка 337-й стрелковой дивизии 40-й армии Воронежского фронта | сержант                                     | 10.10.1920 — 29.04.1989 | [ БС 26 ] [ ГС 92 ] [ НЛ 86 ]   |
| 244   | Чо́чиев Василий Семёнович осет. Цоциты Семёны фырт Уасил                                   | 01.11.1943            | авиация      | командир эскадрильи 807-го штурмового авиационного полка 206-й штурмовой авиационной дивизии 7-го штурмового авиационного корпуса 8-й воздушной армии Южного фронта                                                                                 | старший лейтенант                           | 25.12.1917 — 08.01.1947 | [ БС 27 ] [ ГС 93 ] [ НЛ 87 ]   |
| 245   | Чуба́ров Алексей Кузьмич                                                                   | 24.03.1945            | пехота       | командир роты 1-го стрелкового полка 99-й стрелковой дивизии 46-й армии 2-го Украинского фронта | старший лейтенант                           | 18.08.1913 — 10.09.1964 | [ БС 27 ] [ ГС 94 ] [ НЛ 88 ]   |
| 246   | Чуба́рых Михаил Дмитриевич                                                                 | 23.10.1943            | пехота       | 569-го стрелкового полка 161-й стрелковой дивизии 40-й армии Воронежского фронта | младший сержант                             | 22.11.1925 — июль 1944  | [ БС 27 ] [ ГС 95 ] [ НЛ 89 ]   |
| 247   | Чуба́рь Дмитрий Григорьевич укр. Чубар Дмитро Григорович                                   | 10.01.1944            | комиссар     | заместитель по политической части командира мотострелкового батальона 69-й механизированной бригады 9-го механизированного корпуса 3-й гвардейской танковой армии Воронежского фронта                                                               | майор                                       | 12.02.1906 — 20.05.1974 | [ БС 27 ] [ ГС 96 ] [ НЛ 90 ]   |
| 248   | Чубини́дзе Леван Варламович (Чубинидзе Леон Варламович) груз. ჩუბინიძე ლევან               | 17.10.1943            | пехота       | командир батальона 385-го стрелкового полка 112-й стрелковой дивизии 60-й армии Центрального фронта | старший лейтенант                           | 01.09.1916 — 19.10.1943 | [ БС 27 ] [ ГС 97 ] [ НЛ 91 ]   |
| 249   | Чубуко́в Семён Исаакович укр. Чубукоў Сямён Ісакавіч                                       | 10.03.1944            | танкист      | командир 262-го танкового батальона 70-й танковой бригады 5-го танкового корпуса Западного фронта | капитан                                     | 04.01.1907 — 29.06.1983 | [ БС 27 ] [ ГС 98 ] [ НЛ 92 ]   |
| 250   | Чубуко́в Фёдор Михайлович                                                                  | 19.08.1944            | авиация      | командир эскадрильи 29-го гвардейского истребительного авиационного полка 275-й истребительной авиационной дивизии 13-й воздушной армии Ленинградского фронта                                                                                       | гвардии капитан                             | 21.06.1920 — 01.06.1988 | [ БС 27 ] [ ГС 99 ] [ НЛ 93 ]   |
| 251   | Чувако́в Никита Емельянович                                                                | 25.10.1943            | генерал      | командир 23-го стрелкового корпуса 47-й армии Воронежского фронта | генерал-майор                               | 16.03.1901 — 27.12.1965 | [ БС 28 ] [ ГС 100 ] [ НЛ 94 ]  |
| 252   | Чу́вин Николай Иванович                                                                    | 13.04.1944            | авиация      | заместитель командира эскадрильи 6-го гвардейского штурмового авиационного полка 3-й воздушной армии 1-го Прибалтийского фронта | гвардии старший лейтенант                   | 05.05.1919 — 13.11.2013 | [ БС 29 ] [ ГС 101 ] [ НЛ 95 ]  |
| 253   | Чуга́ев Анатолий Сергеевич                                                                 | 23.08.1944            | пехота       | командир роты 470-го стрелкового полка 194-й стрелковой дивизии 48-й армии 1-го Белорусского фронта | капитан                                     | 05.09.1920 — 1971       | [ БС 29 ] [ ГС 102 ] [ НЛ 96 ]  |
| 254   | Чугу́евский Леонид Захарович                                                               | 29.06.1945            | пехота       | заместитель командира батальона 17-го гвардейского стрелкового полка 5-й гвардейской стрелковой дивизии 11-й гвардейской армии 3-го Белорусского фронта                                                                                             | гвардии капитан                             | 22.05.1921 — 05.01.1965 | [ БС 29 ] [ ГС 103 ] [ НЛ 97 ]  |
| 255   | Чугу́нин Михаил Васильевич                                                                 | 26.04.1944            | танкист      | командир танка 45-й гвардейской танковой бригады 11-го гвардейского танкового корпуса 1-й гвардейской танковой армии 1-го Украинского фронта | гвардии младший лейтенант                   | 22.05.1917 — 05.09.1989 | [ БС 29 ] [ ГС 104 ] [ НЛ 98 ]  |
| 256   | Чугуно́в Виктор Константинович                                                             | 26.10.1944            | авиация      | командир эскадрильи 897-го истребительного авиационного полка 288-й истребительной авиационной дивизии 17-й воздушной армии 3-го Украинского фронта                                                                                                 | капитан                                     | 20.11.1916 — 15.02.1945 | [ БС 29 ] [ ГС 105 ] [ НЛ 99 ]  |
| 257   | Чугуно́в Иван Яковлевич                                                                    | 24.03.1945            | танкист      | командир взвода танков Т-34 89-й танковой бригады 1-го танкового корпуса 2-й гвардейской армии 1-го Прибалтийского фронта | младший лейтенант                           | 09.10.1921 — 26.02.1978 | [ БС 29 ] [ ГС 106 ] [ НЛ 100 ] |
| 258   | Чуда́йкин Владимир Иванович                                                                | 31.05.1945            | танкист      | командир орудия танка Т-34 269-го отдельного танкового батальона 23-й танковой бригады 9-го танкового корпуса 3-й ударной армии 1-го Белорусского фронта                                                                                            | старшина                                    | 24.02.1925 — 20.10.2020 | [ БС 29 ] [ ГС 107 ] [ НЛ 101 ] |
| 259   | Чудби́н Леонид Сергеевич                                                                   | 10.04.1945            | авиация      | заместитель командира и штурман эскадрильи 153-го гвардейского истребительного авиационного полка 12-й гвардейской истребительной авиационной дивизии 1-го гвардейского штурмового авиационного корпуса 2-й воздушной армии 1-го Украинского фронта | гвардии старший лейтенант                   | 22.03.1922 — 17.11.1983 | [ БС 30 ] [ ГС 108 ] [ НЛ 102 ] |
| 260   | Чуди́нов Пётр Алексеевич                                                                   | 24.12.1943            | артиллерия   | командир батареи 279-го гвардейского лёгкого артиллерийского полка 23-й гвардейской лёгкой артиллерийской бригады 5-й гвардейской артиллерийской дивизии 4-го артиллерийского корпуса прорыва РГК в составе 61-й армии Белорусского фронта          | гвардии капитан                             | 11.11.1917 — 23.10.1943 | [ БС 31 ] [ ГС 109 ] [ НЛ 103 ] |
| 261   | Чуди́нов Степан Васильевич                                                                 | 27.02.1945            | артиллерия   | командир миномётной роты 738-го стрелкового полка 134-й стрелковой дивизии 69-й армии 1-го Белорусского фронта | капитан                                     | 26.11.1916 — 20.11.1980 | [ БС 31 ] [ ГС 110 ] [ НЛ 104 ] |
| 262   | Чуе́нко Пётр Дмитриевич укр. Чуєнко Петро Дмитрович                                        | 13.09.1944            | пехота       | командир пулемётного расчёта 936-го стрелового полка 254-й стрелковой дивизии 52-й армии 2-го Украинского фронта | сержант                                     | 13.02.1912 — 18.01.1945 | [ БС 31 ] [ ГС 111 ] [ НЛ 105 ] |
| 263   | Чуйко́в Василий Иванович                                                                   | 19.03.1944 06.04.1945 | генерал      | командующий 62-й армией 3-го Украинского фронта командующий 8-й гвардейской армией 1-го Белорусского фронта | генерал-полковник гвардии генерал-полковник | 12.02.1900 — 18.03.1982 | [ БС 31 ] [ ГС 112 ] [ НЛ 106 ] |
| 264   | Чуйко́в Егор Сергеевич укр. Чуйков Єгор Сергійович                                         | 25.10.1938            | пехота       | стрелок 95-го стрелкового полка 32-й стрелковой дивизии 1-й Приморской армии Дальневосточного фронта | красноармеец                                | 1915 — 18.05.1963       | ——                              |
| 265   | Чули́чкин Илларион Фёдорович                                                               | 10.04.1945            | инженер      | командир отделения 9-го отдельного инженерно-сапёрного батальона 52-й инженерно-сапёрной бригады 21-й армии 2-го Украинского фронта | старший сержант                             | 10.04.1915 — 25.09.2008 | [ БС 31 ] [ ГС 114 ] [ НЛ 107 ] |
| 266   | Чулко́в Алексей Петрович                                                                   | 31.12.1942            | комиссар     | заместитель по политической части командира эскадрильи 751-го авиационного полка 17-й авиационной дивизии Авиации дальнего действия | майор                                       | 30.04.1908 — 07.11.1942 | [ БС 32 ] [ ГС 115 ] [ НЛ 108 ] |
| 267   | Чулко́в Иван Денисович укр. Чулков Іван Денисович                                          | 24.02.1942            | авиация      | командир звена 41-го истребительного авиационного полка 7-й смешанной авиационной дивизии Северо-Западного фронта | старший лейтенант                           | 1918 — 02.02.1942       | [ БС 33 ] [ ГС 116 ] [ НЛ 109 ] |
| 268   | Чума́ев Григорий Иванович                                                                  | 10.04.1945            | пехота       | командир отделения взвода пешей разведки 979-го стрелкового полка 253-й стрелковой дивизии 3-й гвардейской армии 1-го Украинского фронта | гвардии старший сержант                     | 19.10.1917 — 04.02.1945 | [ БС 33 ] [ ГС 117 ] [ НЛ 110 ] |
| 269   | Чума́к Владимир Семёнович                                                                  | 27.02.1945            | пехота       | стрелок 221-го гвардейского стрелкового полка 77-й гвардейской стрелковой дивизии 69-й армии 1-го Белорусского фронта | гвардии ефрейтор                            | 23.02.1926 — 03.11.1978 | [ БС 33 ] [ ГС 118 ] [ НЛ 111 ] |
| 270   | Чума́к Дмитрий Михайлович укр. Чумак Дмитро Михайлович                                     | 24.03.1945            | артиллерия   | разведчик батареи 569-го истребительно-противотанкового артиллерийского полка 17-й отдельной истребительно-противотанковой артиллерийской бригады РГК в составе 43-й армии 1-го Прибалтийского фронта                                               | ефрейтор                                    | 10.02.1913 — 11.07.1944 | [ БС 33 ] [ ГС 119 ] [ НЛ 112 ] |
| 271   | Чума́к Павел Иванович укр. Чумак Павло Іванович                                            | 10.04.1945            | пехота       | командир отделения 780-го стрелкового полка 214-й стрелковой дивизии 52-й армии 1-го Украинского фронта | сержант                                     | 10.03.1925 — 05.06.1997 | [ БС 33 ] [ ГС 120 ] [ НЛ 113 ] |
| 272   | Чумако́в Андрей Петрович                                                                   | 24.03.1945            | пехота       | наводчик противотанкового ружья 854-го стрелкового полка 277-й стрелковой дивизии 5-й армии 3-го Белорусского фронта | младший сержант                             | 10.10.1924 — 21.08.1944 | [ БС 33 ] [ ГС 121 ] [ НЛ 114 ] |
| 273   | Чумако́в Григорий Тимофеевич                                                               | 21.07.1944            | пехота       | командир роты 1187-го стрелкового полка 358-й стрелковой дивизии 21-й армии Ленинградского фронта | старший лейтенант                           | 24.09.1913 — 25.12.1993 | [ БС 34 ] [ ГС 122 ] [ НЛ 115 ] |
| 274   | Чумаче́нко Виктор Иванович укр. Чумаченко Віктор Іванович                                  | 19.03.1944            | пехота       | командир отделения роты автоматчиков 610-го стрелкового полка 203-й стрелковой дивизии 12-й армии 3-го Украинского фронта | сержант                                     | 1924 — 27.10.1944       | [ БС 35 ] [ ГС 123 ] [ НЛ 116 ] |
| 275   | Чумаче́нко Владимир Ильич укр. Чумаченко Володимир Ілліч                                   | 20.04.1945            | морской флот | командир взвода 384-го отдельного батальона морской пехоты Одесской военно-морской базы Черноморского флота | младший лейтенант                           | 09.07.1917 — 27.03.1944 | [ БС 35 ] [ ГС 124 ] [ НЛ 117 ] |
| 276   | Чумаче́нко Дмитрий Васильевич                                                              | 29.06.1945            | авиация      | заместитель командира 240-го гвардейского бомбардировочного авиационного полка 36-й бомбардировочной авиационной дивизии 1-го гвардейского бомбардировочного авиационного корпуса 18-й воздушной армии                                              | гвардии подполковник                        | 31.08.1909 — 09.08.1948 | [ БС 35 ] [ ГС 125 ] [ НЛ 118 ] |
| 277   | Чу́мов Афанасий Гаврилович                                                                 | 24.03.1945            | артиллерия   | наводчик орудия артиллерийского дивизиона 44-й мотострелковой бригады 1-го танкового корпуса 2-й гвардейской армии 1-го Прибалтийского фронта | красноармеец                                | 15.07.1901 — 15.07.1984 | [ БС 35 ] [ ГС 126 ] [ НЛ 119 ] |
| 278   | Чунто́нов Николай Григорьевич                                                              | 10.01.1944            | артиллерия   | наводчик орудия артиллерийского дивизиона 71-й механизированной бригады 9-го механизированного корпуса 3-й гвардейской танковой армии 1-го Украинского фронта                                                                                       | младший сержант                             | 22.05.1925 — 17.06.1977 | [ БС 35 ] [ ГС 127 ] [ НЛ 120 ] |
| 279   | Чу́пиков Павел Фёдорович                                                                   | 19.08.1944            | авиация      | командир 19-го истребительного авиационного полка 16-й воздушной армии 1-го Белорусского фронта | полковник                                   | 21.12.1913 — 23.06.1987 | [ БС 35 ] [ ГС 128 ] [ НЛ 121 ] |
| 280   | Чупи́лко Иван Афанасьевич укр. Чупилко Іван Опанасович                                     | 29.06.1945            | танкист      | командир танковой роты 31-й гвардейской отдельной танковой бригады 38-й армии 4-го Украинского фронта | гвардии старший лейтенант                   | 13.04.1913 — 03.11.1995 | [ БС 35 ] [ ГС 129 ] [ НЛ 122 ] |
| 281   | Чупи́лко Михаил Куприянович укр. Чупилко Михайло Купріянович                               | 23.08.1944            | артиллерия   | механик-водитель самоходной артиллерийской установки СУ-76 713-го самоходного артиллерийского полка 48-й армии 1-го Белорусского фронта | старшина                                    | 15.08.1913 — 27.07.1944 | [ БС 36 ] [ ГС 130 ] [ НЛ 123 ] |
| 282   | Чу́пин Алексей Михайлович                                                                  | 23.09.1944            | инженер      | сапёр 13-го гвардейского отдельного моторизированного инженерного батальона 1-й гвардейской танковой армии 1-го Украинского фронта | гвардии младший сержант                     | 15.03.1913 — 25.06.1971 | [ БС 37 ] [ ГС 131 ] [ НЛ 124 ] |
| 283   | Чуприна Григорий Трофимович (Чупри́н Григорий Трофимович) укр. Чуприна Григорій Трохимович | 27.02.1945            | пехота       | командир батальона 920-го стрелкового полка 247-й стрелковой дивизии 69-й армии 1-го Белорусского фронта | капитан                                     | 02.10.1918 — 18.03.1971 | [ БС 37 ] [ ГС 132 ] [ НЛ 125 ] |
| 284   | Чупро́в Александр Ефимович коми Чупров Александр Ефимович                                  | 13.09.1944            | пехота       | стрелок 15-й мотострелковой бригады 16-го танкового корпуса 2-й танковой армии 2-го Украинского фронта | красноармеец                                | 30.09.1925 — 30.09.1944 | [ БС 37 ] [ ГС 133 ] [ НЛ 126 ] |
| 285   | Чу́риков Николай Степанович                                                                | 21.07.1944            | пехота       | командир роты 241-го стрелкового полка 95-й стрелковой дивизии 49-й армии 2-го Белорусского фронта | младший лейтенант                           | 23.12.1910 — 04.06.1997 | [ БС 37 ] [ ГС 134 ] [ НЛ 127 ] |
| 286   | Чури́лин Алексей Павлович                                                                  | 18.08.1945            | авиация      | командир эскадрильи 611-го истребительного авиационного полка 288-й истребительной авиационной дивизии 17-й воздушной армии 3-го Украинского фронта                                                                                                 | майор                                       | 26.12.1916 — 23.08.1982 | [ БС 37 ] [ ГС 135 ] [ НЛ 128 ] |
| 287   | Чури́лин Арсений Павлович                                                                  | 13.03.1944            | авиация      | командир корабля 25-го гвардейского авиационного полка 45-й авиационной дивизии 8-го авиационного корпуса Авиации дальнего действия | гвардии майор                               | 16.05.1909 — 10.02.1957 | [ БС 37 ] [ ГС 136 ] [ НЛ 129 ] |
| 288   | Чури́лов Леонид Дмитриевич                                                                 | 06.04.1945            | танкист      | командир 17-й гвардейской механизированной бригады 6-го гвардейского механизированного корпуса 4-й гвардейской танковой армии 1-го Украинского фронта                                                                                               | гвардии подполковник                        | 30.05.1907 — 18.09.1993 | [ БС 37 ] [ ГС 137 ] [ НЛ 130 ] |
| 289   | Чури́лов Юрий Иванович                                                                     | 17.02.1984            | авиация      | командир 311-го отдельного корабельного штурмового авиационного полка Военно-воздушных сил Тихоокеанского флота | подполковник                                | род. 23.02.1949         | ——                              |
| 290   | Чу́ркин Василий Егорович                                                                   | 23.09.1944            | артиллерия   | наводчик орудия пушечной батареи 177-го гвардейского артиллерийско-миномётного полка 2-й гвардейской кавалерийской дивизии 1-го гвардейского кавалерийского корпуса 1-го Украинского фронта                                                         | гвардии ефрейтор                            | 1918 — 19.07.1944       | [ БС 39 ] [ ГС 139 ] [ НЛ 131 ] |
| 291   | Чу́рочкин Иван Алексеевич                                                                  | 19.03.1944            | пехота       | разведчик 41-й отдельной гвардейской разведывательной роты 39-й гвардейской стрелковой дивизии 8-й гвардейской армии 3-го Украинского фронта | гвардии красноармеец                        | 13.03.1908 — 29.03.1974 | [ БС 39 ] [ ГС 140 ] [ НЛ 132 ] |
| 292   | Чурса́нов Иван Михайлович                                                                  | 24.03.1945            | пехота       | командир роты автоматчиков 172-го гвардейского стрелкового полка 57-й гвардейской стрелковой дивизии 4-го гвардейского стрелкового корпуса 8-й гвардейской армии 1-го Белорусского фронта                                                           | гвардии капитан                             | 17.01.1913 — 03.02.1945 | [ БС 39 ] [ ГС 141 ] [ НЛ 133 ] |
| 293   | Чурси́н Михаил Савельевич                                                                  | 29.06.1945            | артиллерия   | командир орудия 315-го гвардейского истребительно-противотанкового артиллерийского полка 27-й армии 3-го Украинского фронта | гвардии старший сержант                     | 18.09.1922 — 12.03.1945 | [ БС 39 ] [ ГС 142 ] [ НЛ 134 ] |
| 294   | Чурю́мов Василий Семёнович                                                                 | 15.01.1944            | пехота       | помощник командира взвода 221-го гвардейского стрелкового полка 77-й гвардейской стрелковой дивизии 61-й армии Центрального фронта | гвардии старший сержант                     | 03.03.1918 — 03.05.1945 | [ БС 39 ] [ ГС 143 ] [ НЛ 135 ] |
| 295   | Чусовско́й Николай Николаевич якут. Чусовской Николай Николаевич                           | 31.05.1945            | пехота       | командир батальона 172-го гвардейского стрелкового полка 57-й гвардейской стрелковой дивизии 8-й гвардейской армии 1-го Белорусского фронта | гвардии капитан                             | 10.05.1910 — 26.07.1977 | [ БС 39 ] [ ГС 144 ] [ НЛ 136 ] |
| 296   | Чу́та Дементий Емельянович укр. Чута Дементій Омелянович                                   | 17.10.1943            | пехота       | командир отделения 1035-го стрелкового полка 280-й стрелковой дивизии 60-й армии Центрального фронта | младший сержант                             | 28.05.1920 — 06.09.1956 | [ БС 39 ] [ ГС 145 ] [ НЛ 137 ] |
| 297   | Чу́харев Александр Иванович                                                                | 29.06.1945            | авиация      | командир эскадрильи 995-го штурмового авиационного полка 306-й штурмовой авиационной дивизии 10-го штурмового авиационного корпуса 17-й воздушной армии 3-го Украинского фронта                                                                     | капитан                                     | 23.12.1915 — 02.03.2007 | [ БС 40 ] [ ГС 146 ] [ НЛ 138 ] |
| 298   | Чу́харев Вячеслав Фёдорович                                                                | 24.03.1945            | танкист      | старший радист-пулемётчик танка Т-34 3-го танкового батальона 117-й танковой бригады 1-го танкового корпуса 6-й гвардейской армии 1-го Прибалтийского фронта                                                                                        | младший сержант                             | 20.04.1926 — 27.07.1959 | [ БС 41 ] [ ГС 147 ] [ НЛ 139 ] |
| 299   | Чухнако́в Виктор Федотович                                                                 | 24.03.1945            | артиллерия   | командир орудия 1326-го лёгкого артиллерийского полка 71-й лёгкой артиллерийской бригады 5-й гвардейской артиллерийской дивизии прорыва РГК в составе 53-й армии 2-го Украинского фронта                                                            | старший сержант                             | 07.06.1922 — 15.05.1999 | [ БС 41 ] [ ГС 148 ] [ НЛ 140 ] |
| 300   | Чухре́ев Николай Максимович                                                                | 21.07.1944            | пехота       | командир отделения 296-го гвардейского стрелкового полка 98-й гвардейской стрелковой дивизии 7-й армии Карельского фронта | гвардии сержант                             | 14.09.1924 — 02.04.1990 | [ БС 41 ] [ ГС 149 ] [ НЛ 141 ] |
| 301   | Чуц Абубачир Батербиевич адыг. ШІуцІэ Абубэчыр Батырбый ыкъор                             | 20.04.1945            | морской флот | разведчик взвода разведки 384-го отдельного батальона морской пехоты Одесской военно-морской базы Черноморского флота | краснофлотец                                | 1912 — 27.03.1944       | [ БС 41 ] [ ГС 150 ] [ НЛ 142 ] |
| 302   | Чучва́га Иван Иванович                                                                     | 24.08.1943            | авиация      | командир эскадрильи 866-го истребительного авиационного полка 288-й истребительной авиационной дивизии 17-й воздушной армии Юго-Западного фронта | капитан                                     | 22.05.1920 — 12.03.1943 | [ БС 41 ] [ ГС 151 ] [ НЛ 143 ] |
| 303   | Чхаи́дзе Владимир Михайлович груз. ჩხაიძე ვლადიმერ                                         | 20.12.1943            | танкист      | командир танка Т-34 586-го танкового батальона 219-й танковой бригады 1-го механизированного корпуса Степного фронта | младший лейтенант                           | 14.03.1922 — 07.10.1943 | [ БС 42 ] [ ГС 152 ] [ НЛ 144 ] |
| 304   | Чхаи́дзе Сергей Алистрахович груз. ჩხაიძე სერგო                                            | 24.03.1945            | пехота       | помощник командира взвода 1375-го стрелкового полка 414-й стрелковой дивизии Приморской армии 4-го Украинского фронта | старший сержант                             | 23.12.1919 — 26.03.1971 | [ БС 43 ] [ ГС 153 ] [ НЛ 145 ] |

| Навигационная таблица | Навигационная таблица             |
| --------------------- | --------------------------------- |
| «Ч»                   | Чабунин Иван — Чернышёв Александр |
| «Ч»                   | Чернышёв Аркадий — Чхаидзе Сергей |